# Miroslav Škaloud
Miroslav Škaloud (* 21. února 1948 Praha) je český politik, v letech 2002 až 2014 senátor za obvod č. 21 – Praha 5, v letech 1998 až 2002 starosta Městské části Praha 5, člen ODS.

## Vzdělání, profese a rodina
Po absolvování základní školy se vyučil strojním zámečníkem v karlínské ČKD, kde poté pracoval. Při zaměstnání vystudoval střední školu a od roku 1968 se vzdělával v oboru teoretická fyzika na Matematicko-fyzikální fakulty Univerzity Karlovy, kterou ukončil roku 1974.
Po základní vojenské službě pracoval jako výzkumný pracovník. Od roku 1992 se věnoval podnikání v oblasti obchodu.

## Politická kariéra
Zakládal Občanské fórum na Praze 5. Členem ODS je od roku 1991. V letech 1994 až 2002 byl zastupitelem městské části Praha 5, z toho v letech 1998 až 2002 působil jako starosta.
Roku 2002 se rozhodl kandidovat do Senátu PČR. Z prvního kola postoupil se ziskem 42,01 % hlasů spolu s Václavem Krásou z US-DEU, který obdržel 25,92 % hlasů. Ve druhém kole se situace opakovala, Miroslav Škaloud se tak díky zisku 56,20 % všech platných hlasů stal členem horní komory Parlamentu ČR, kde ve svém prvním funkčním období působil jako ve Výboru pro evropskou integraci.
V senátních volbách roku 2008 svůj mandát obhájil, když z prvního kola získal podporu 27,76 % voličů. Ve druhém kole zvítězil nad nestraníkem kandidovaným ČSSD Jiřím Witzanym v poměru 54,01 ku 45,98 % všech platných hlasů. Ve druhém funkčním období pracoval v Organizačním výboru, Výboru pro záležitosti Evropské unie a v Ústavně-právním výboru (místopředseda).